# Acquebone
Acquebone è una frazione del comune di Artogne, in bassa Val Camonica, provincia di Brescia.

## Storia
Nel 1947 viene inaugurata la prima strada carrozzabile che toglie la frazione dall'isolamento.
Nel 1986 l'acqua di Acquebone è stata dichiarata non potabile a causa della sovrastante indiscriminata costruzione nella località di Montecampione.

## Monumenti e luoghi d'interesse

### Architetture religiose
Le chiese di Acquebone sono:
- Chiesa di San Rocco, edificata nel 1588, ristrutturata e ridipinta nel 1914, rimaneggiata nel 1749. Ha un portale in pietra di Sarnico.

## Società

### Tradizioni e folclore
Gli scütüm sono nei dialetti camuni dei soprannomi o nomignoli, a volte personali, altre indicanti tratti caratteristici di una comunità. Quello che contraddistingue gli abitanti di Acquebone è Chibunàrg.